# Mastigamoeba

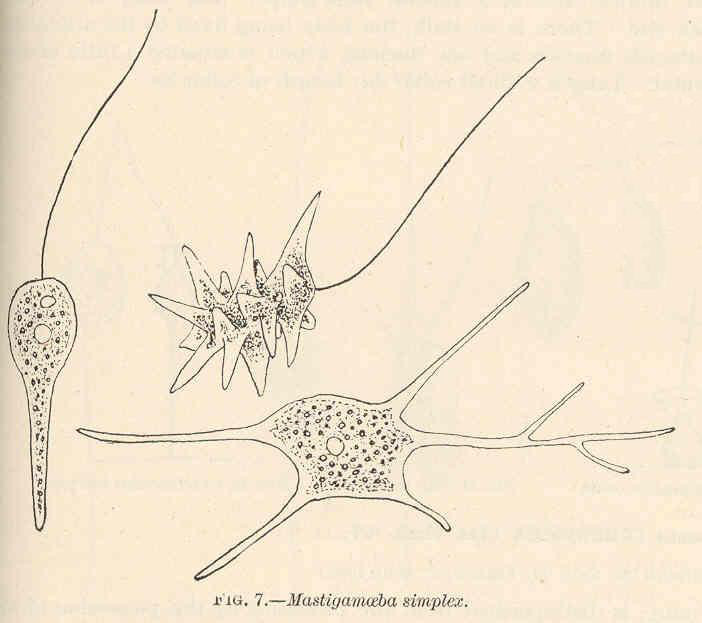
M. simplex

Mastigamoeba ist eine Gattung von Protisten aus der Gruppe der Archamoebae. Diese Gattung umfasst anaerobe, amitochondriale (Mitochondrien-freie) Einzeller, die polymorph (vielgestaltig) sind.
Ihr vorherrschendes Stadium im Lebenszyklus ist das eines amöboiden Flagellaten.
Die Arten sind in der Regel freilebend, es wurden jedoch auch endobiotische Arten beschrieben.
Die Gattung Mastigamoeba wird oft auch als Phreatamoeba bezeichnet, d. h. diese beiden Begriffe sind dann als Synonyme betrachtet.
Die Gattung ist relativ wenig erforscht, und die Zusammensetzung der Gattung ist umstritten.
Die Klassifizierung der Gattung und ihrer Arten ist aber immer noch unter Forschern heftig diskutiert.
Derzeit sind etwa neun Arten von Mastigamoeba beschrieben (s. u.).
Sie haben viele Ähnlichkeiten mit anderen Archamoebae, wie Mastigella, Endamoeba und Entamoeba (mit Entamoeba histolytica, E. invadens).
Die vielleicht am besten untersuchte Art ist Mastigamoeba balamuthi.

## Charakterisierung und Forschungsgeschichte
Mastigamoeba ist charakterisiert als eine Gattung von Einzellern, die sich durch einen amöboiden (polymorphen) Körper mit hyalinem (transparentem) Zytoplasma und einer Geißel auszeichnen (amöboide Geißeltierchen).
Aufgrund ihrer Ähnlichkeit mit Gattungen wie Mastigella und Mastigina wurde die Gattung Mastigamoeba 1891 so spezifiziert, dass sie nur Organismen mit folgenden Merkmalen umfasste:
- amöboide Flagellaten (Geißeltierchen) mit hyalinem Zytoplasma
- eine direkte Verbindung zwischen Geißel und Zellkern
- seitliche Pseudopodien (Scheinfüßchen) und
- ein länglicher Zellkern.

Die Mitglieder der Gattung wechseln aber während ihres Lebenszyklus zwischen verschiedenen Morphologien und können außer als amöboide Flagellaten auch als unbegeißelte (aflagellate) Amöben, als vielkernige Amöben und als Zysten existieren.
Im Laufe des 20. Jahrhunderts wurden Hunderte von Arten unter der Gattung Mastigamoeba allein aufgrund äußerer morphologischer Merkmale beschrieben. Jüngste Forschungen zu ihrem Lebenszyklus haben jedoch gezeigt, dass ein und derselbe Organismus im Laufe seines Lebens viele verschiedene Morphologien (Gestalten) annimmt, was diese große Anzahl der beschriebenen Arten in Frage stellt.
Derzeit gibt es etwa neun[ #] bestätigte und unterschiedene Arten von Mastigamoeba, wobei viele weitere in Frage gestellt werden (s. u.).
Tom Cavalier-Smith beschrieb 1983 die Klasse Archamoebea und schloss unter anderem die Ordnung Mastigamoebida mit der Gattung Mastigamoeba ein.
Historisch gesehen wurden amöboide Flagellaten zu den Pelobionta gerechnet, mit den Mastigamoebidae und den Pelomyxidae (Gattungen Pelomyxa und Mastigella).
Die Namensgebung für die Gattung ist umstritten. Die Gattungen Mastigamoeba und Phreatamoeba werden inzwischen von vielen Forschern als synonym betrachtet, obwohl dies von anderen in Frage gestellt wird.

____
- 7 – Global Biodiversity Information Facility[11]
- 8 – AlgaeBase[12]
- 8 – Encyclopedia of Life[1]
- 8 (+ 3 Kandidaten mit provisorischen Namen) – National Center for Biotechnology Information Taxonomy Browser[13] und UniProt[14]
- 11 – National Institute for Environmental Studies, Japan[15]
- ≈11 (+1 unkultivierte) – Ptáčková et al (2013, Fig. 15) insgesamt, nach Neuordnung der Mastigamoebidae[16]

## Habitat und Ökologie
Als Pelobionten sind die Vertreter der Mastigamoeba mikrooxisch, d. h. sie gedeihen in Umgebungen mit geringem Sauerstoffgehalt (10–20 %), z. B. in oberen Schlamm- oder Sandschichten oder auf der Sediment-Oberfläche von flachen Teichen.
Einige wurden auch in Kläranlagen gefunden.
Solche Pelobionten sind in der Regel weltweit anzutreffen, durch Studien bestätigt ist ihr verbreitetes Vorkommen in den gemäßigten Regionen Europas und Nordamerikas.
Zu den typischen Lebensräumen gehören Lebensräume, die reich an organischen Stoffen sind. Unter den Süßwasserflüsse und -seen kommen diese Organismen am häufigsten in stehenden Gewässern vor, wo sauerstoffarme Umgebungen üblich sind.
Pelobionten kommen aber auch in Meeresumgebungen vor.
Zwar sind die meisten Pelobionten freilebend, einige Vertreter gelten aber als endobiotisch, d. h. sie überleben nur in den Eingeweiden ihrer Wirte.
Diese Vertreter sind völlig anoxisch und gedeihen bei niedrigem pH-Wert.
Sie wurden in verschiedenen Wirbeltieren und wirbellosen Wirten gefunden, insbesondere in Primaten und Hunden.

## Etymologie
Das Präfix „mastig-“ des Gattungsnamens leitet sich ab von altgriechisch μάστιξ mastix, deutsch ‚Peitsche‘, ‚Geißel‘. Mastigamoeba meint also eine Amöbe mit Flagellum.

## Systematik
Der hier angegebenen Systematik liegen folgende Quellen zugrunde (Stand 2. April 2022):
- A – AlgaeBase[12]
- E – Encyclopedia of Life (EOL)[1]
- G – Global Biodiversity Information Facility (GBIF)[11]
- I – Integrated Taxonomic Information System (ITIS)[20]
- J – National Institute for Environmental Studies (NIES), Japan[15]
- M – Microworld: world of amoeboid organisms (arcella.nl)[21]
- N – National Center for Biotechnology Information (NCBI) Taxonomy Browser,[13] gleich mit Universal Protein Database (UniProt)[14]
- P – Penard Labs: The Fascinating World of Amoebae[7]
- W – World Register of Marine Species (WoRMS)[22]

### Äußere Systematik
- Domäne: Eukaryota (Chatton, 1925) Whittaker & Margulis, 1978
- Kingdom: Protozoa R.Owen (A,I,W)
- Subkingdom: Sarcomastigota Cavalier-Smith 1983 (A,W)
- Phylum: Amoebozoa Lühe, 1913 emend. Cavalier-Smith, 1998 (A,N,E,W)
- Subphylum: Conosa Cavalier-Smith, 1998 (A,W) bzw. neuerdings Evosea Kang et al. 2017 (E,N)
- Infraphylum: Archamoebae Cavalier-Smith 1983 (A,N,P,W)
- Klasse: Archamoebea Cavalier-Smith 1983 stat. nov. 2004 (A,E)
- Ordnung: Mastigamoebida Frenzel, 1897 (A,N,W)
- Familie: Mastigamoebidae Chatton 1925 (A,E,N,P) mit Schreibvariante Mastigamoebaea Frenzel, 1892 (W)

### Artenliste

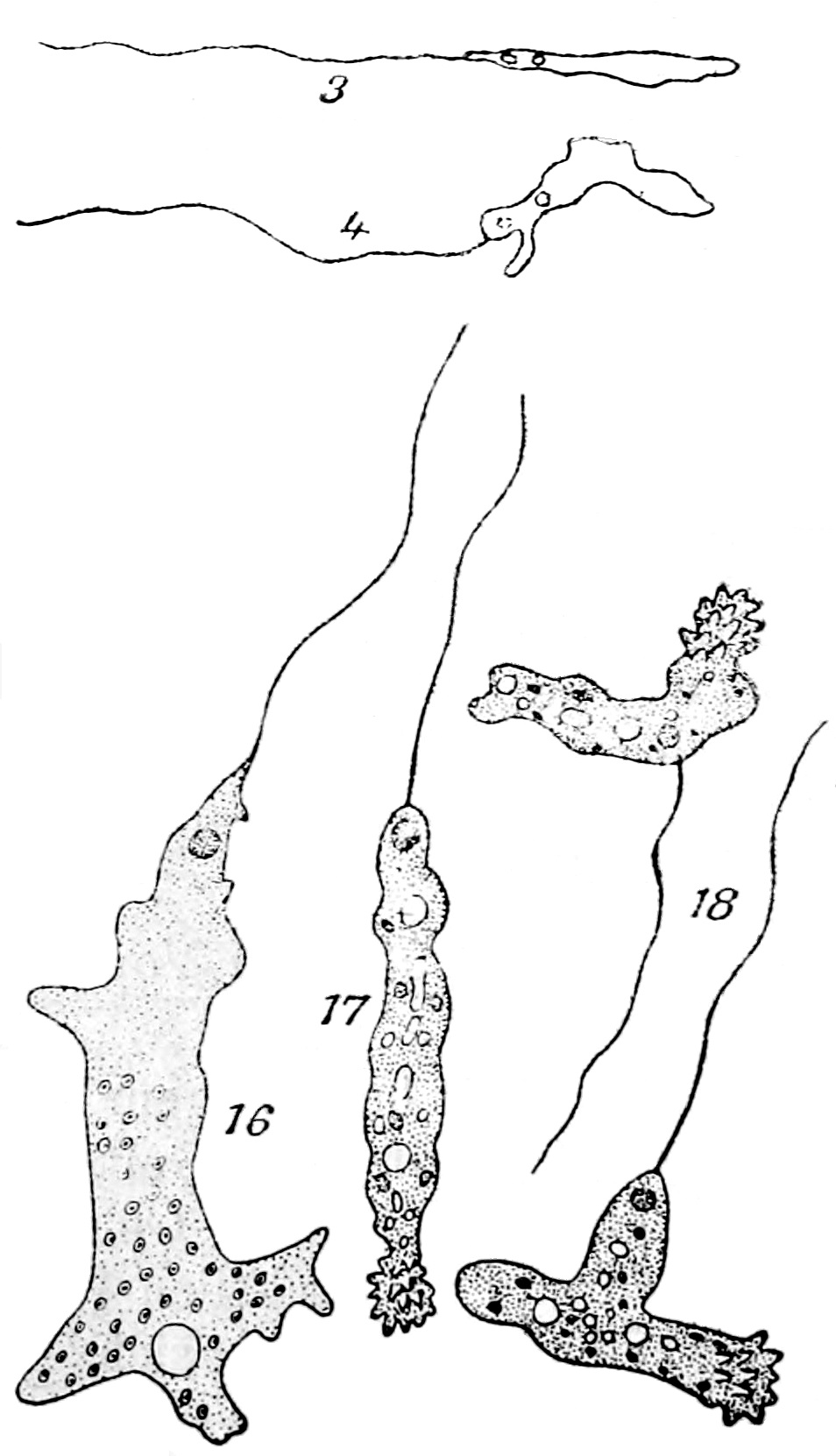
Fragliche Mastigamoeba -Arten:
M. longifilum (3, 4), M. radicula, (16), M. polyvacuolata (17, 18 l. u. r.).
Man vergleiche Ptáčková et al (2013), Fig. 12
Illustration von E. Lemmermann, 1910.

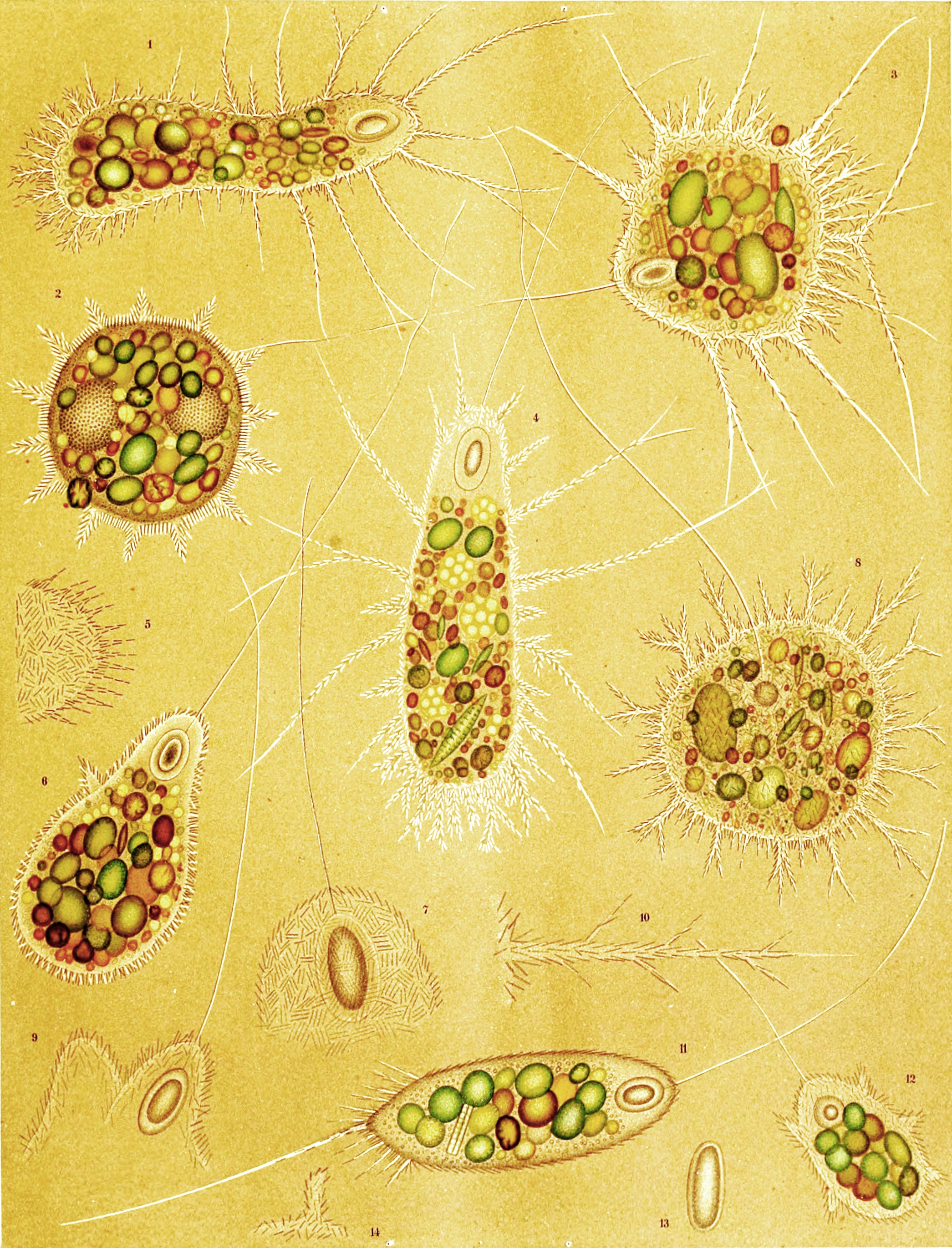
M. schulzei in verschiedenen Stadien.
Illustration von J. Frenzel, 1897.

Gattung: Mastigamoeba F.E.Schulze, 1875 (A,G,J,N) bzw. (E.F. Schulze) Lemmermann, 1910 (J) oder(?) Frenzel, 1892 (M:Familie Mastigamoebaea gemeint?), mit Synonymen Phreatamoeba Chávez, Balamuth & Gong, 1986 (G,N), Dinamoeba Leidy, 1875 (G) und (fraglich) Mastigina Frenzel (J)
- Spezies: Mastigamoeba abducta Ptackova et al. 2013[16] (E,G,N), alias Mastigamoeba sp. IC-2012b (N)
- Spezies: Mastigamoeba aspera F.E.Schulze, 1875 (A,J,M,P) – Holotyp (A)[7][24][25]
- Spezies: Mastigamoeba balamuthi (Chavez, Balamuth & Gong, 1986) (E,J,N), mit Synonym Phreatamoeba balamuthi (E,J,N),[26][27][3][2][28][29][30] inkl. Amoeba sp. ATCC 30984 (N) – Modellorganismus
- Spezies: Mastigamoeba errans Ptackova et al. 2013[16][31] (E,G,N), alias Mastigamoeba sp. IC-2012c (N)
- Spezies: Mastigamoeba guttula Ptackova et al. 2013[16] (E,G,N), alias Mastigamoeba sp. IC-2012d (N)
- Spezies: Mastigamoeba lenta Ptackova et al. 2013[16] (E,G,N), inkl. Mastigamoeba sp. IC-2012e (N)
- Spezies: Mastigamoeba simplex Kent 1880 (A,E,G,I,J,N)[32][29][33]

Weniger gut bis schlecht abgesichert sind:
- Spezies: Mastigamoeba gigantea  (Prowazek) Klug (J)
- Spezies: Mastigamoeba hylae (Frenzel) (J)
- Spezies: Mastigamoeba invertens Geneste (A,W) bzw. Klebs[24] (J) – siehe aber unten (Umordnungen)
- Spezies: Mastigamoeba limax Morow (J) bzw. Moroff[24] (J)
- Spezies: Mastigamoeba longifilum Stokes (G,I,J)[34][35]
- Spezies: Mastigamoeba macromastix Skuja 1934 (A)
- Spezies: Mastigamoeba pachyderma Skuja 1948 (A,W)
- Spezies: Mastigamoeba polysaprobica Hamar 1979 (A)
- Spezies: Mastigamoeba polyvacuolata Moroff[23][24] – siehe aber unten (Umordnungen)
- Spezies: Mastigamoeba punctachora Bernard, Simpson & Patterson, 2000[6][16] (E,N),[36] früher Mastigella commutans[16][29]
- Spezies: Mastigamoeba radicula[23]
- Spezies: Mastigamoeba reptans Stokes, 1890 (J)
- Spezies: Mastigamoeba retrograda Skuja 1956 (A)
- Spezies: Mastigamoeba schizophrenia Simpson, Bernard, Fenchel & Patterson, 1997 (G,W)[37][38]
- Spezies: Mastigamoeba schulzei Frenzel 1897[5]
- Spezies: Mastigamoeba scholaia Klug, 1936 (E,N)
- Spezies: Mastigamoeba setosa Goldschmidt 1907 (J,P)[7][39]
- Spezies: Mastigamoeba torulosa Skuja 1956 (A,N)
- Spezies: Mastigamoeba trichophora Lauterborn, 1901 (J)

Kandidaten mit vorläufigen Bezeichnungen sind:
- Spezies: Mastigamoeba sp. ATCC 50617 (N), isoliert aus einer Sedimentprobe des verschmutzten Lake Waccamaw, North Carolina[40]
- Spezies: Mastigamoeba sp. IC-2012f (N), alias Mastigamoeba sp. ex Pelomyxa stagnalis, isoliert aus Vakuolen von Pelomyxa stagnalis (Beute oder Endosymbiont)[16]
- Spezies: Mastigamoeba sp. ex Pelomyxa belevskii, isoliert aus Pelomyxa belevskii und evtl. als Spezies identisch mit Mastigamoeba sp. IC-2012f[16]
- Spezies: Mastigamoeba sp. JSP (N)[41]

Anmerkungen: Die Autorenschaft Ptackova et al. 2013 (N) bedeutet Ptáčková, Falteisek, Kostygov, Chistyakova, Falteisek, Frolov, Patterson, Walker & Cepicka 2013 (E,G)

### Reklassifizierungen und Umordnungen

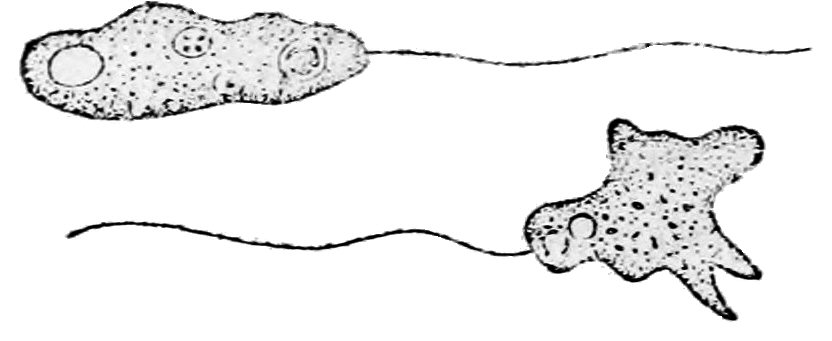
Mastigamoeba invertens, jetzt Breviata anathema

Wie zu erkennen, sind in der obigen großen Liste nur etwa neun Spezies hinreichend gut belegt. Leider waren nur für einen Bruchteil der anderen Arten Synonymien zu finden:
- Spezies: Mastigamoeba invertens (mit Stamm ATCC 5033) wird heute meist zur Gattung Breviata klassifiziert als  Breviata anathema.[42][29]
- Spezies: Mastigamoeba polyvacuolata Moroff,[23][24] neu klassifiziert als Mastigella polyvacuolata (Morroff) Goldschmidt[43]

Ptáčková et al. (Fig. 15) schlugen 2013 aufgrund ihrer Untersuchungen eine Neuordnung der Familie Mastigamoebidae mit zwei Hauptkladen vor:
- Zu Klade Mastigamoebidae A gehören die großen Arten (Länge in der Regel bis zu 200 µm) mit einem breiteren und größeren Flagellum. Beispiele:
  - Mastigamoeba errans
  - Mastigamoeba balamuthi
  - nahe verwandt (gleiche Spezies?)
    - Mastigamoeba sp. ex Pelomyxa belevski
    - Mastigamoeba sp. ex Pelomyxa stagnalis alias Mastigamoeba sp. IC-2012f

  - nahe verwandt (gleiche Spezies?)
    - Mastigamoeba punctachora
    - Mastigella commutans
- Zu Klade Mastigamoebidae B gehören die kleineren Arten (Länge in der Regel weniger als 80 µm) mit schmalen Geißeln. Beispiele:
  - Mastigamoeba abducta
  - Mastigamoeba guttula
  - Mastigamoeba lenta
  - Mastigamoeba scholaia
  - Mastigamoeba simplex
  - Endolimax nana
  - Iodamoeba sp. RL1 und RL2
  - Uncultured eukaryote GU921440[44]

Insgesamt etwa 11 (+ 1 unkulivtierte) Arten.
OneZoom sieht (mit Stand April 2022) abweichend die Gattung Endolimax in einer Klade mit M. simplex und M. schizophrenia, die Gattung Mastigella in einer Klade mit M. balamuthi, die Spezies M. longifilum basal einer der aus diesen Spezies gebildeten Klade, verortet aber M. errans an ganz anderer Stelle als nächsten Verwandten der Gattung Vexillifera (Ordnung Dactylopodida).

## Beschreibung

### Fortbewegung
Die Länge der Geißel reicht von 10 µm bis 60 µm.
Bei der amöboiden Fortbewegung mit Hilfe der Scheinfüßchen findet sich bei den Arten der Klade A am Hinterende ein sog. Uroid (auch Uropodium, typischerweise maulbeerartige Struktur, die abgerundet, morsch und haarig wirken kann), während die Arten der Klade B stattdessen ein nachlaufendes Pseudopodium aufweisen.
Es gibt nur eine einzelne Geißel (Flagellum). Diese besteht aus der für Eukaryoten typischen 9+Mikrotubuli-Struktur. Der Geißelapparat besteht aus einem einzigen Basalkörper, aus dem die Geißel entspringt. Es gibt einen Mikrotubularkonus, ein kegelförmiges Gebilde, das den Geißelapparat direkt mit dem Zellkern verbindet.
Bei den Arten von Klade A ist dieser Kegel breit und entspringt an der Basis und den seitlichen Enden des Basalkörpers. Bei den Arten der Klade B ist er dagegen schmal und entspringt nur an der Basis dieser Struktur.
Der Geißelapparat ist anterior angeordnet und unterstützt die Fortbewegung.

### Morphologie
Die Außenseite der Zelle ist mit einer dünnen, ungleichmäßig verteilten Schicht aus organischem, filamentösem (fadenförmigem) Material bedeckt.
Diese Fäden verlaufen parallel zur Zelle und sind an ihrer dicksten Stelle 1 µm dick.
Die chemische Zusammensetzung dieser extrazellulären Hülle ist unbekannt.
Einige Mastigamoeba-Arten haben Stacheln, die unregelmäßig um die Zelle herum verteilt sind.
Diese Stacheln sind hohl, und ihre Zusammensetzung ist ebenfalls unbekannt.
Die organische Schicht enthält manchmal prokaryotische Symbionten unbekannter Identität; die genaue Beziehung zwischen den Mastigamoeba sp. und diesem Symbionten ist unbekannt (Stand 2011).

### Innerer Aufbau
Ein weiteres Merkmal der Gattung Mastigamoeba ist das Fehlen eines Golgi-Apparates (Dictyosom). Dessen zentrale Funktionen werden aber von verwandten Elementen im Endomembransystem übernommen –
das endoplasmatische Retikulum enthält einige gebündelte Strukturen und verschiedene Vesikel, die die Kernfunktionen eines Golgi-Dictyosoms erfüllen.
Nicht bei allen Archamoebae sind Peroxisomen vorhanden. Studien haben aber gezeigt, dass einige Mastigamoeba-Arten zumindest peroxisomale Proteine enthalten.
Die Archamoebae sind alle amitochondrisch, d. h. sie haben keine typischen, echten Mitochondrien.
Die Mitochondrien in den Mastigamoeba sind (im Laufe der Evolution) reduziert oder in Formen umgewandelt worden, die noch einige mitochondriale Funktionen beibehalten oder veränderte Funktionen haben. Diese werden allgemein als mitochondrienähnliche Organellen (MROs, mitochondrion-related organelles) bezeichnet.
Beispielsweise haben Arten wie M. balamuthi MROs, die Hydrogenosomen genannt werden.
Hydrogenosomen sind durch den Verlust der aeroben Lebensstadien aus Mitochondrien entstanden.
Die Hydrogenosomen haben ihr früheres Genom und die Elektronentransportkette im Lauf der Evolution verloren.
Sie dienen aber weiter der ATP-Produktion durch teilweise anaerobe Oxidation von Pyruvat und produzieren Wasserstoffgas als Nebenprodukt.
Die Biosynthese von Eisen-Schwefel-Clustern ist durch einen lateralen Gentransfer (vom MRO-Genom auf das Kern-Genom) in eine zytosolische Funktion übergegangen und wird nicht mehr in den MROs durchgeführt.
Andere Arten haben reduzierte mitochondriale Organellen, die Mitosomen genannt werden.
Diese MROs haben sich so weit reduziert, dass ihre einzige Funktion die Biosynthese von Eisen-Schwefel-Clustern ist.
Sie haben keine Funktion im Energiestoffwechsel mehr, daher müssen diese Organismen ihre Energie auf andere Weise gewinnen.
Um den Verlust der eigenen ATP-Produktion auszugleichen, haben diese amitochondrialen Organismen die Fähigkeit erworben, ATP von einem Wirt oder Symbiosepartner zu importieren.

### Lebensstadien und Vermehrung

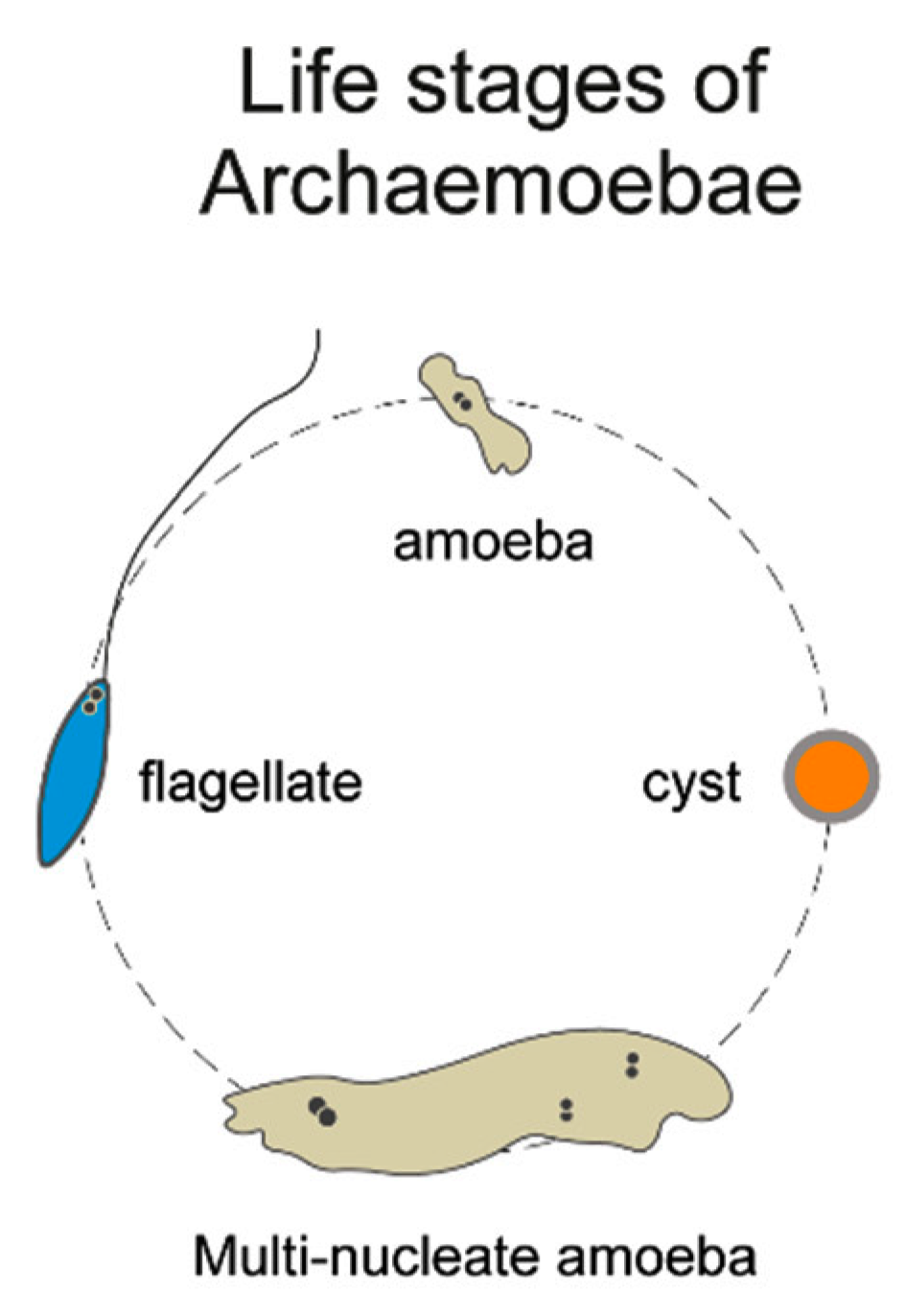
Von vielen Mitgliedern der Archamoebae sind mehrere zelluläre Phänotypen bekannt, z. B. (einkernige) Amöbe, mehrkernige Amöbe, Zyste und Flagellat.

Das Zystenstadium hat einen einzigen Zellkern und ist mit Granula gefüllt sowie von einer Wand mit unbekannter Zusammensetzung umgeben (Stand 1986).
Die wichtigste trophische Form (Wachstumsform, im Gegensatz zu Ruheform) von Mastigamoeba ist ein einkerniger amöboider Flagellat. Einige Arten zeigen aber (zumindest in einigen Lebensphasen) eine mehrkernige Morphologie auf: M. schizophrenia hat bis zu 10 Kerne im mehrkernigen Stadium.
Bei M. balamuthi ist die vorherrschende trophische Form die eines mehrkernigen Organismus, der bis zu 46 Kerne haben kann.
Die Vermehrung erfolgt durch Mitose und anschließende Knospung. Bei der mehrkernigen Form führt dies in der Regel zu einer ungleichen Anzahl von Kernen in den Tochterzellen.

## Bedeutung
Mastigamoeba balamuthi ist die bekannteste Art der Gattung Mastigamoeba, da sie als Modellorganismus für Studien und Forschungen über amitochondriale Organismen dient.
Die Methode der Eisen-Schwefel-Cluster-Biosynthese (en. iron-sulfur cluster biosynthesis) und ihre Verlagerung von den Mitochondrien in das Zytosol wurde bei M. balamuthi eingehend untersucht. Es wird angenommen, dass die Mitochondrienreste in M. balamuthi ein degeneriertes Zwischenstadium zwischen den typischen Mitochondrien und den reduzierten Mitosomen anderer Archamoebae-Arten darstellen.